# (20786) 2000 RG62
2000 أر جي 62 (ويعرف أيضًا باسم (20786) 2000 أر جي 62 وفق تسمية الكوكب الصغير) (بالإنجليزية: 2000 RG62)‏ هو كويكب ضمن حزام الكويكبات؛ وترتيبه 20786 من حيث الاكتشاف.
اكتُشف هذا الجُرم الفلكي بواسطة بحث لنكولن عن الكويكبات القريبة من الأرض في 1 سبتمبر 2000.

## وصلات خارجية
- (20786) 2000 RG62 في قاعدة بيانات مختبر الدفع النفاث لأجرام النظام الشمسي الصغيرة

- الاكتشاف · مخطط المدار ·  العناصر المدارية · المعلمات المادية

- (20786) 2000 RG62 على موقع ويكي سكاي: DSS2, SDSS, GALEX, IRAS, Hydrogen α, X-Ray, Astrophoto, Sky Map, Articles and images